# مارثا بلوم
مارثا بلوم (بالإنجليزية: Martha Blum)‏ (30 يونيو 1913 - 12 ديسمبر 2007)؛ روائية كندية.